# Hyrule Warriors: Chronik der Versiegelung
Hyrule Warriors: Chronik der Versiegelung (englischer Titel: Hyrule Warriors – Age of Imprisonment) ist ein angekündigtes Open-World-Spiel für die Nintendo Switch 2. Wie seine Vorgängertitel ist Chronik der Versiegelung ein Crossover, das die Welt und die Charaktere der The-Legend-of-Zelda-Reihe von Nintendo mit dem Gameplay der Dynasty-Warriors-Reihe von Koei Tecmo verbindet und als Vorgeschichte zu The Legend of Zelda: Tears of the Kingdom dient.
Der voraussichtlich im vierten Quartal 2025 erscheinende Titel lässt sich dem Genre des Action-Adventures und Hack and Slay zuordnen.

## Geschichte
Nintendo kündigte den The Legend of Zelda: Hyrule Warriors – Age of Imprisonment in Kombination mit der im Vorfeld erschienenen Videospielkonsole Nintendo Switch 2 am 2. April 2025 in Form einer Nintendo Direct an. Hierbei wurden grundlegende Inhalte und Spielprinzipien vorgestellt. Das Fantasy-Computerspiel erscheint jedoch nicht in Form eines Launchtitels, sondern folgt im vierten Quartal 2025 auf die zuvor veröffentlicht werdenden bekannten Titel Mario Kart World, welches bereits zum Releasedatum der Konsole veröffentlicht wurde, und Donkey Kong Bananza, welches am 17. Juli 2025 erschien.